# The Kids Are Alright (Chloe x Halle)
The Kids Are Alright è il primo album in studio del duo musicale statunitense Chloe x Halle, pubblicato il 23 marzo 2018 dalla Parkwood Entertainment in collaborazione con la Columbia Records.

## Antefatti
Il duo ha impiegato tre anni a completare The Kids Are Alright e ha menzionato Beyoncé e Billie Holiday come ispirazioni.

## Promozione
Subito dopo l'uscita dell'album, il duo ha pubblicato un cortometraggio omonimo su YouTube. Quest'ultimo presenta sei canzoni provenienti dal disco e un'apparizione di Ashton Sanders. È stato diretto da Cara Stricker, e creativamente diretto da Kwasi Fordjour.

## Accoglienza
The Kids Are Alright ha ricevuto recensioni principalmente positive da parte della critica specializzata. Scrivendo per Refinery29, Courtney Smith ha dichiarato che «Chloe X Halle scrivono testi che parlano dell'amore, sia universale che romantico, ma lo fanno da un luogo di potere. È un promemoria da non sottovalutare o infantilizzare semplicemente perché sono giovani». Sydney Gore per MTV ha affermato che «nel complesso, questo disco è pieno di beats orecchiabili, canzoni potentissime e bellissime ballate con messaggi edificanti che sicuramente si trasformeranno in inni per varie esperienze nella vita personale». Briana Younger, scrivendo per Pitchfork ha sostenuto che «ascoltando il loro album di debutto, è facile credere che se Dio parlasse, sembrerebbe Chloe x Halle». Lauryn Marshall di Lauryn Speaks ha invece elogiato l'individualità artistica delle sorelle presente nel disco. Gabe Bergado, per Teen Vogue, ha descritto la voce delle cantanti come «sognante» e le basi dei brani «elettrizzanti», mentre Alex Zidel di HotNewHipHop ha apprezzato particolarmente la collaborazione Happy Without Me.

## Tracce
1. Hello Friend – 2:13
2. The Kids Are Alright – 2:49
3. Grown – 2:35
4. Hi Lo (feat. Goldlink) – 3:07
5. Everywhere – 3:21
6. FaLaLa – 1:14
7. Fake (feat. Kari Faux) – 3:20
8. Baptize – 1:07
9. Down – 3:19
10. Galaxy – 3:09
11. Happy Without Me (feat. Joey Badass) – 3:27
12. Babybird – 3:07
13. Warrior – 3:40
14. Cool People – 3:38
15. Baby on a Plane – 3:20
16. If God Spoke – 3:23

Tracce bonus nell'edizione deluxe
1. Drop – 3:09
2. Fall – 2:38

## Classifiche
| Classifica (2018) | Posizione massima |
| ----------------- | ----------------- |
| Stati Uniti       | 139               |